# Sandi Schultz
Pour les articles homonymes, voir Schultz.
Sandi Schultz, née le 19 janvier 1964 à Johannesbourg, est une actrice sud-africaine.

## Filmographie

### Comme actrice
- 1987 : StageFright : la danseuse
- 1988 : It's Murphy's Fault : Nancy
- 1988 : The Last Samurai : la réceptioniste
- 1989 : Odd Man In (téléfilm) : Maggie Mkise
- 1989 : Screen Two (série télévisée) : la prostituée portugaise
- 1990 : The Sandgrass People : Francina
- 1990 : Voice in the Dark : Sheena
- 1991 : Door to Silence : la femme mystérieuse
- 1991 : Buck ai confini del cielo : Kay Stark
- 1992 : Primary Motive : la vendeuse du kiosque à journaux
- 1993 : My Forgotten Man : Native Girl
- 1993 : Drumbeats (téléfilm) : Virginia
- 1994 : Killing Obsession : Annie Smith
- 1994 : Honeytown (série télévisée) : Rose Solomon
- 1996 : Where Truth Lies : Dr. Tobias
- 1997 : Notti di paura
- 1998 : Centurion Force
- 1999 : Ghost Soldier
- 2000 : NYPD Blue (série télévisée) : Alice Kenyon
- 2000 : City of Angels (série télévisée) : Dr. Gwen Pennington (5 épisodes)
- 2002 : The Anarchist Cookbook : l'enfant de la lune
- 2004 : Downtown: A Street Tale : Jada
- 2005-2009 : Binnelanders (série télévisée) : Jennifer Adams (2 épisodes)
- 2012 : Die Löwin (téléfilm) : Liefie
- 2015 : Mooirivier : Valeria
- 2015 : While You Weren't Looking :  Dez
- 2015 : Assignment (en) : Kathleen (Kat) Jacobs
- 2015 : Einfach Rosa: Wolken über Kapstadt (téléfilm) : Jamila
- 2016 : Noem My Skollie: Call Me Thief : Kettie
- 2016 : Hotel (série télévisée) : Maggie Conradie (12 épisodes)
- 2017 : Empire of the Sharks (téléfilm) : Sarah
- 2018 : Number 37 : lieutenant Gail February
- 2019 : Trackers (série télévisée) : Janina Mentz (6 épisodes)

### Comme scénariste
- 2015 : Assignment (en)

### Comme productrice
- 2015 : Assignment (en)